# جانی دونز
جانی دونز (انگلیسی: Johnny Downs; ۱۰ اکتبر ۱۹۱۳ – ۶ ژوئن ۱۹۹۴) هنرپیشه اهل ایالات متحده آمریکا بود.

## فیلم‌شناسی
- ۴۵ دقیقه از هالیوود (۱۹۲۶)
- کک‌های جنجال‌آفرین (۱۹۲۶)
- جهانگردی (۱۹۲۷)
- جسی جیمز (۱۹۲۷)
- مردم عادی (۱۹۲۸)
- مهاجمان آریزونا (۱۹۳۶)
- آدام چهار پسر داشت (۱۹۴۱)